# Centro médico Santa Rosa
El Centro médico Santa Rosa (en inglés: Santa Rosa Medical Center) Es un hospital general de 129 camas ubicado en Milton, Florida al sur de Estados Unidos. SRMC es el principal proveedor de servicios de salud basado en la medicina de emergencia y en el condado de Santa Rosa, Florida. El campus principal del hospital está ubicado en 6002 Berryhill Road, Milton, FL 32570. La instalación es alquilada y administrada por Health Management Associates, Inc., (NYSE: HMA) de una empresa de gestión de la salud con sede en Naples, Florida.